# Apodacra seriemaculata
Apodacra seriemaculata is een vliegensoort uit de familie van de dambordvliegen (Sarcophagidae). De wetenschappelijke naam van de soort is voor het eerst geldig gepubliceerd in 1854 door Justin Pierre Marie Macquart.